# Jörg Schäfer
Jörg Schäfer (* 25. April 1926 in Stuttgart; † 1. Januar 2021 in Heidelberg) war ein deutscher Klassischer Archäologe.

## Leben und Werk
Jörg Schäfer besuchte das Eberhard-Ludwigs-Gymnasium Stuttgart. Nach dem Kriegsdienst 1944–1945, Kriegsgefangenschaft und Lazarettaufenthalt wegen lebensbedrohlicher Erkrankung studierte er ab dem Sommersemester 1948 Klassische Archäologie, Alte Geschichte, Griechisch und Latein an der Universität Tübingen. Am 8. Februar 1955 wurde Schäfer bei Bernhard Schweitzer mit der Dissertation Studien zur frühgeschichtlichen Reliefkeramik promoviert. 1955/1956 erhielt er das Reisestipendium des Deutschen Archäologischen Instituts. 1957 wurde er im Rahmen eines Werkvertrags Mitarbeiter an der Abteilung Athen des Deutschen Archäologischen Instituts. Von November 1961 bis Juli 1963 war er Wissenschaftlicher Assistent am damaligen Archäologischen Institut der Universität Heidelberg, wo er sich am 17. Juli 1963 mit der Arbeit Hellenistische Keramik aus Pergamon habilitierte. Von 1963 bis 1968 war er Referent an der Abteilung Athen des Deutschen Archäologischen Instituts. Zum 1. April 1968 wurde er Diätendozent am Institut für Klassische Archäologie der Universität Heidelberg, ab dem 3. März 1972 war er außerplanmäßiger Professor, ab dem 18. März 1975 Wissenschaftlicher Rat und Professor, vom 1. Januar 1978 bis zum Eintritt in den Ruhestand am 30. September 1990 C-3-Professor.
Als ausgewiesener Grabungsarchäologe und einer der Pioniere der Unterwasserarchäologie und der Erforschung antiker Hafenanlagen war Schäfer an zahlreichen Ausgrabungen beteiligt. Ausgehend von seiner breit angelegten altertumswissenschaftlichen Bildung erschloss er sich ein ungewöhnlich weites Feld seiner Forschungsinteressen, das chronologisch von der altägäischen Kultur, also der Minoischen Kultur, der Kykladenkultur und der Helladischen Kulturperiode, bis zu der des Hellenismus reicht und nicht allein antike Kunstobjekte im engeren Sinn umfasst, sondern sämtliche materiellen Zeugnisse der Alltagskultur und ihre kultur-, sozial- und wirtschaftsgeschichtliche Interpretation. Schülerin von Schäfer ist neben anderen Stephanie Böhm.
Schäfer, der nicht zuletzt aufgrund der Eheschließung mit einer Griechin neben dem Altgriechischen auch die neugriechische Sprache, die sogenannte Dimotiki, beherrschte, beschäftigte sich außer mit der Klassischen Archäologie auch mit der Übersetzung des – abgesehen von Passagen in homerischem, klassischem und byzantinischem Griechisch sowie in Katharevousa – vornehmlich in dieser Sprache verfassten dichterischen Werkes von Konstantinos Kavafis.
Er verstarb am Neujahrestag 2021 im Alter von 94 Jahren.

## Auszeichnungen
Schäfer war ordentliches Mitglied des Deutschen Archäologischen Instituts und korrespondierendes Mitglied des Österreichischen Archäologischen Instituts sowie Ehrenmitglied der Archäologischen Gesellschaft Athen. Die Universität Athen verlieh ihm 2003 die Ehrendoktorwürde. 2004 wurde er mit dem griechischen Staatspreis für literarische Übersetzung ausgezeichnet.
2004 wurde er mit dem griechischen Preis für die Übersetzung eines Werkes der griechischen Literatur in eine Fremdsprache für Konstantinos Kavafis „Gedichte“ geehrt.

## Schriften (Auswahl)
- Studien zu den griechischen Reliefpithoi des 8.–6. Jahrhunderts v. Chr. aus Kreta, Rhodos, Tenos und Boiotien. Kallmünz 1957 (Dissertation)
- Hellenistische Keramik aus Pergamon (= Pergamenische Forschungen. Band 2). Berlin 1968 (Habilitationsschrift)
- Phaselis. Beiträge zur Topographie und Geschichte der Stadt und ihrer Häfen (Istanbuler Mitteilungen. Beihefte 24), hrsg. von Jörg Schäfer. Wasmuth, Tübingen 1982, ISBN 3-8030-1723-8
- Amnisos – Habour-Town of Minos? In: Robert Laffineur, Lucien Basch (Hrsg.): Thalassa. L’Egée préhistorique et la mer. Actes de la troisième Rencontre Egéenne Internationale de l’Université de Liège, Station de Recherches Sous-marines et Océanographiques (StaReSO). Calvi, Corse (23 – 25 avril 1990) (Aegaeum 7). Université de Liège, Liège 1991, S. 111–115 .
- Amnisos nach den archäologischen, historischen und epigraphischen Zeugnissen des Altertums und der Neuzeit. Unter Leitung von Jörg Schäfer, Bd. 1–2, Gebr. Mann, Berlin 1992, ISBN 978-3-7861-1607-3
- Die Archäologie der altägäischen Hochkulturen. Einführung in die Bedeutung des Fachgebietes und in die methodische Forschung. Heidelberg 1998, ISBN 3-8253-0601-1
- Pontiakon. Eine neue Übersetzung des  „Dareios“ des Konstantin P. Kavafis. In: Ulrich Fellmeth, Holger Sonnabend (Hrsg.): Alte Geschichte: Wege – Einsichten – Horizonte. Festschrift für Eckart Olshausen (= Spudasmata 69). Olms, Hildesheim u. a. 1998, ISBN 978-3-487-10725-7, S. 169–174.
- Konstantin Kavafis (1863-1933). Übersetzungen von ausgewählten Gedichten Konstantin Kavafis. Mit einer Einführung in das Werk des neugriechischen Dichters. (Akzidenzen 11). Winckelmann-Gesellschaft, Stendal, Tübingen 2000, ISBN 978-3-910060-37-1
- Drei  „Römer-Gedichte“ des Konstantin Kavafis (1863-1933). In: Andreas Haltenhoff, Fritz Heiner Mutschler (Hrsg.): Hortus litterarum antiquarum. Festschrift für Hans Armin Gärtner zum 70. Geburtstag (= Bibliothek der klassischen Altertumswissenschaften Neue Folge 2, 109). Winter, Heidelberg 2000, ISBN 3-8253-1057-4, S. 489–494.
- Konstantinos Kavafis: Gedichte. Das Hauptwerk. Griechisch und deutsch. Übersetzt und kommentiert von Jörg Schäfer. Mit Abbildungen antiker und byzantinischer Münzen ausgewählt und kommentiert von Peter Robert Franke. Zweite ergänzte und verbesserte Auflage. Universitätsverlag Winter, Heidelberg 2007 (erste Auflage 2003), ISBN 978-3-8253-5212-7.